# بورلیسون (تنسی)
بورلیسون(به انگلیسی: Burlison) شهری در ایالت تنسی کشور ایالات متحده آمریکا است که جمعیت آن در سرشماری سال ۲۰۱۰ میلادی، ۴۲۵ نفر بوده‌است.